# Adâncata (Suceava)
Adâncata è un comune della Romania di 4 204 abitanti, ubicato nel distretto di Suceava, nella regione storica della Moldavia. 
Il comune è formato dall'unione di 3 villaggi: Adâncata, Călugăreni, Fetești.
Nel corso del 2002 si sono staccati da Adâncata i villaggi di Arțari, Berești e Hănțești, andati a formare il comune di Hănțești.